# ТЕС Дормаген
51°4′45.4″ пн. ш. 6°49′43.1″ сх. д. / 51.079278° пн. ш. 6.828639° сх. д.
ТЕС Дормаген — теплова електростанція в Німеччині, у федеральній землі Північний Рейн-Вестфалія. Споруджена з використанням технології комбінованого парогазового циклу.
Для розміщення ТЕС обрали площадку в надпотужному індустріальному парку хімічного концерну Bayer, що знаходиться на північ від Кельна. В 1998 році зазначений концерн уклав угоду з енергетичною компанією RWE про спорудження та експлуатацію сучасної ТЕЦ на заміну наявних потужностей. На виконання угоди в 2000-му ввели в експлуатацію парогазовий енергоблок, обладнаний турбінами компанії Siemens: двома газовими турбінами V94.2A потужністю по 190 МВт та однією паровою, які здатні в сукупності видавати до 560 МВт. Останній показник досягається при мінімальному (100 тон за годину) відбору пари на технологічні потреби оточуючої хімплощадки. За умови номінального постачання пари (490 тон на годину) електрична потужність блоку становить 480 МВт.
При роботі в номінальному режимі загальна паливна ефективність ТЕЦ перевищує 80 %.
Витрати на спорудження блоку становили приблизно 400 млн доларів США.
Видача продукції відбувається по ЛЕП 110 кВ.